# Echte Drosseln
|  | Dieser Artikel wurde aufgrund von formalen oder inhaltlichen Mängeln in der Qualitätssicherung Biologie zur Verbesserung eingetragen. Dies geschieht, um die Qualität der Biologie-Artikel auf ein akzeptables Niveau zu bringen. Bitte hilf mit, diesen Artikel zu verbessern! Artikel, die nicht signifikant verbessert werden, können gegebenenfalls gelöscht werden. Lies dazu auch die näheren Informationen in den Mindestanforderungen an Biologie-Artikel. |

Die Echten Drosseln (Turdus) sind eine Gattung aus der Familie der Drosseln (Turdidae). Sie sind durch relativ lange Beine und große Augen gekennzeichnet. Sie ernähren sich von Beeren und wirbellosen Tieren wie Insekten und Würmern und suchen gern am Boden hüpfend nach Beute. Viele Arten sind Zugvögel.
Sie kommen sowohl in den gemäßigten als auch in den tropischen Regionen der Erde vor. Bei allen Arten weist das Brustgefieder oft dreieckähnliche dunkle Flecken auf, eine Drosselzeichnung. Daher kommt der Name Drossel.

## Bekannte Arten

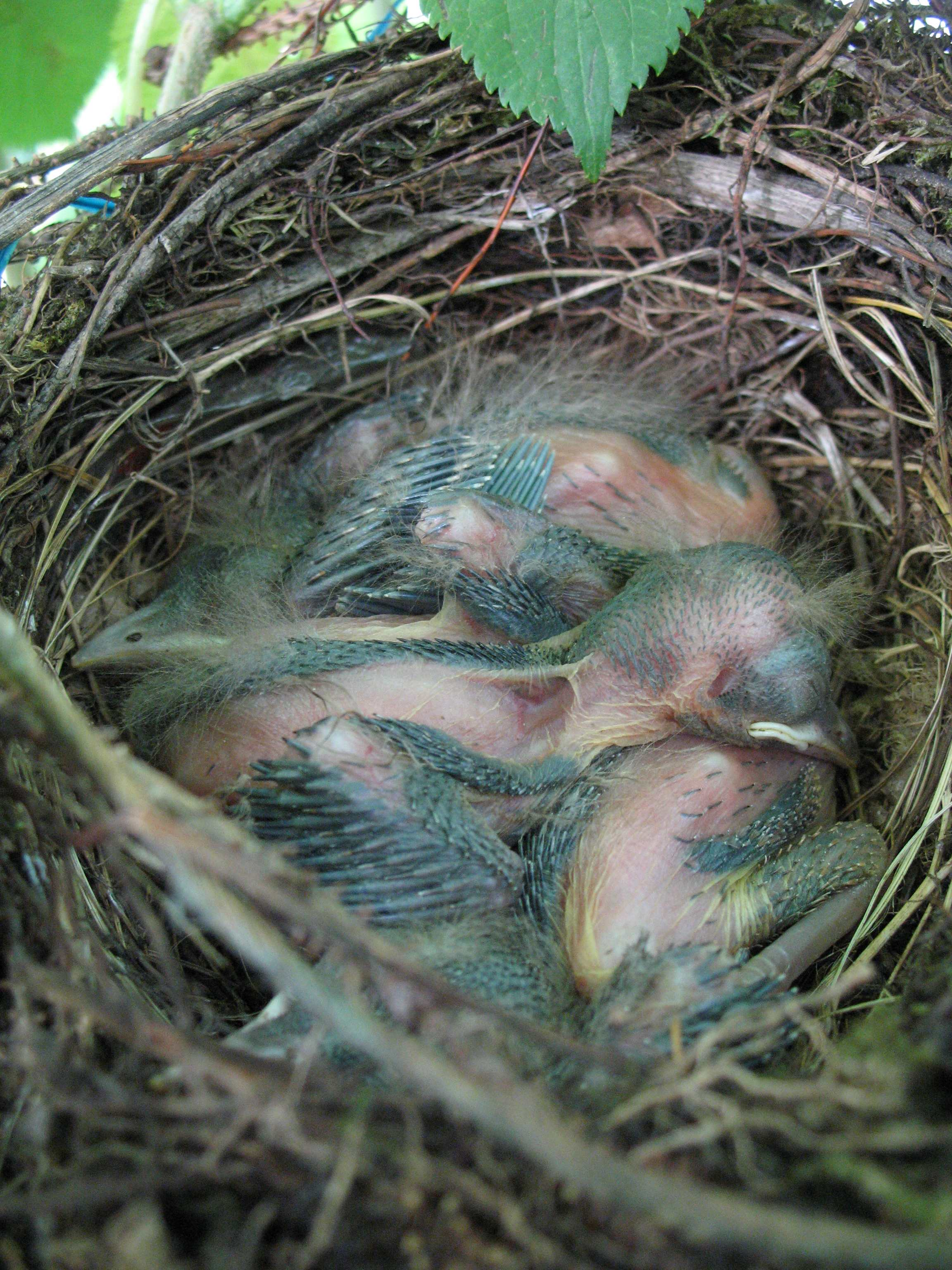
Junge Amseln im Nest

Zu den Drosseln gehört die in Europa weit verbreitete, 25 Zentimeter große Amsel oder Schwarzdrossel (Turdus merula). Die Männchen der Amsel sind nach der ersten Frühjahrsmauser durchgehend schwarz gefärbt mit einem gelben Schnabel, die Weibchen haben ein braunes Gefieder.
Als Kulturfolger lebt dieser ursprünglich reine Waldvogel auch in Städten. Die Nester werden u. a. auf Bäumen und in Sträuchern angelegt. Das Gelege umfasst vier bis fünf grün bis rötlich gefleckte Eier.
Etwas kleiner ist die in Europa und Asien vorkommende Singdrossel (Turdus philomelos). Ihre Oberseite ist braun gefärbt, die helle Unterseite schwarz gefleckt. Als Zugvogel hält sie sich ab Anfang März in den mitteleuropäischen Brutgebieten auf.
Die etwas größere, grauer gefärbte Misteldrossel (Turdus viscivorus) ernährt sich ähnlich wie die Singdrossel von Schnecken, Insekten, Würmern und im Herbst von Beeren. Durch den Verzehr von Mistelfrüchten trägt sie zur Verbreitung dieser Pflanzen bei.
Die Wacholderdrossel (Turdus pilaris) ist mit ihrem grauen Kopf und Bürzel sowie dem rotbraunen Rückengefieder relativ auffällig. Sie erweitert ihr Brutareal seit der letzten Eiszeit in Richtung Westen, ihr Bestand nimmt in Deutschland zu. Früher wurde sie als Krammetsvogel (so der damalige Name für die Wacholderdrossel) gefangen und gegessen. Die erwähnten Arten haben einen melodischen Gesang.
Auf dem Zug und als Wintergast aus dem Norden erscheint in Mitteleuropa die Rotdrossel (Turdus iliacus), die im Gegensatz zur Singdrossel rostrote Unterflügeldecken aufweist. Vor allem in Oktober- und Novembernächten hört man in Mitteleuropa den wie „zieh“ klingenden Ruf wandernder Rotdrosseln.
In Nordamerika nimmt die Wanderdrossel (Turdus migratorius) die ökologische Nische ein, die in Mitteleuropa die Amsel innehat.

## Drossel und Mensch
Zu den ersten zoologischen Überlegungen zur Drossel zählen diejenigen aus dem antiken Griechenland, die verschiedene Arten der Echten Drosseln betreffen. Im antiken Rom galt die Drossel als Delikatesse, sodass die meisten überlieferten Zeugnisse in diesem Zusammenhang stehen.

## Arten
Die Echten Drosseln bilden mit etwa 65 Arten und zahlreichen Unterarten eine der artenreichsten Singvogelgattungen und die größte Gattung innerhalb der Drosseln. Die meisten konnten aufgrund mtDNA-Analysen 4 Claden zugeordnet werden: einer Afrikanischen, einer Zentralamerikanisch-Karibischen, einer weitgehend Südamerikanischen und einer Eurasischen. Bei der häufig zu den Echten Drosseln gezählten Gattung Psophocichla scheint es sich aufgrund derselben Untersuchung um die Schwestergattung zu handeln.

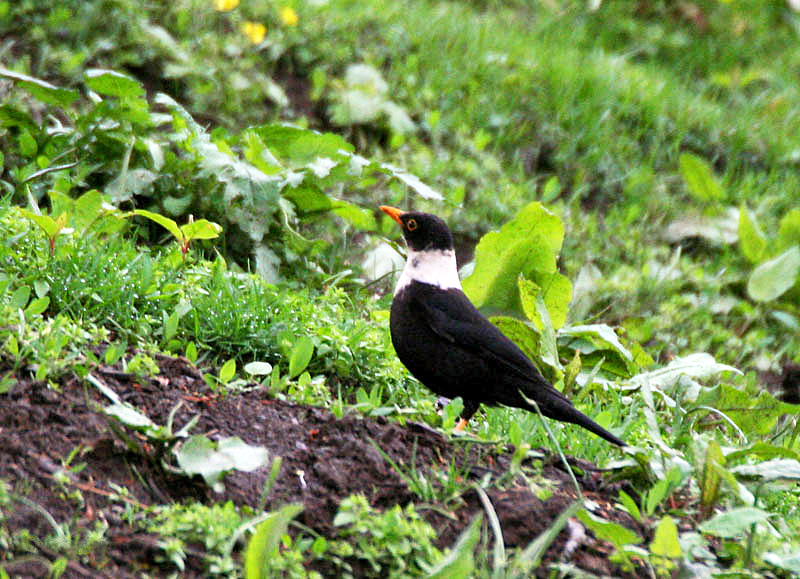
Weißhalsdrossel (Turdus albocinctus)

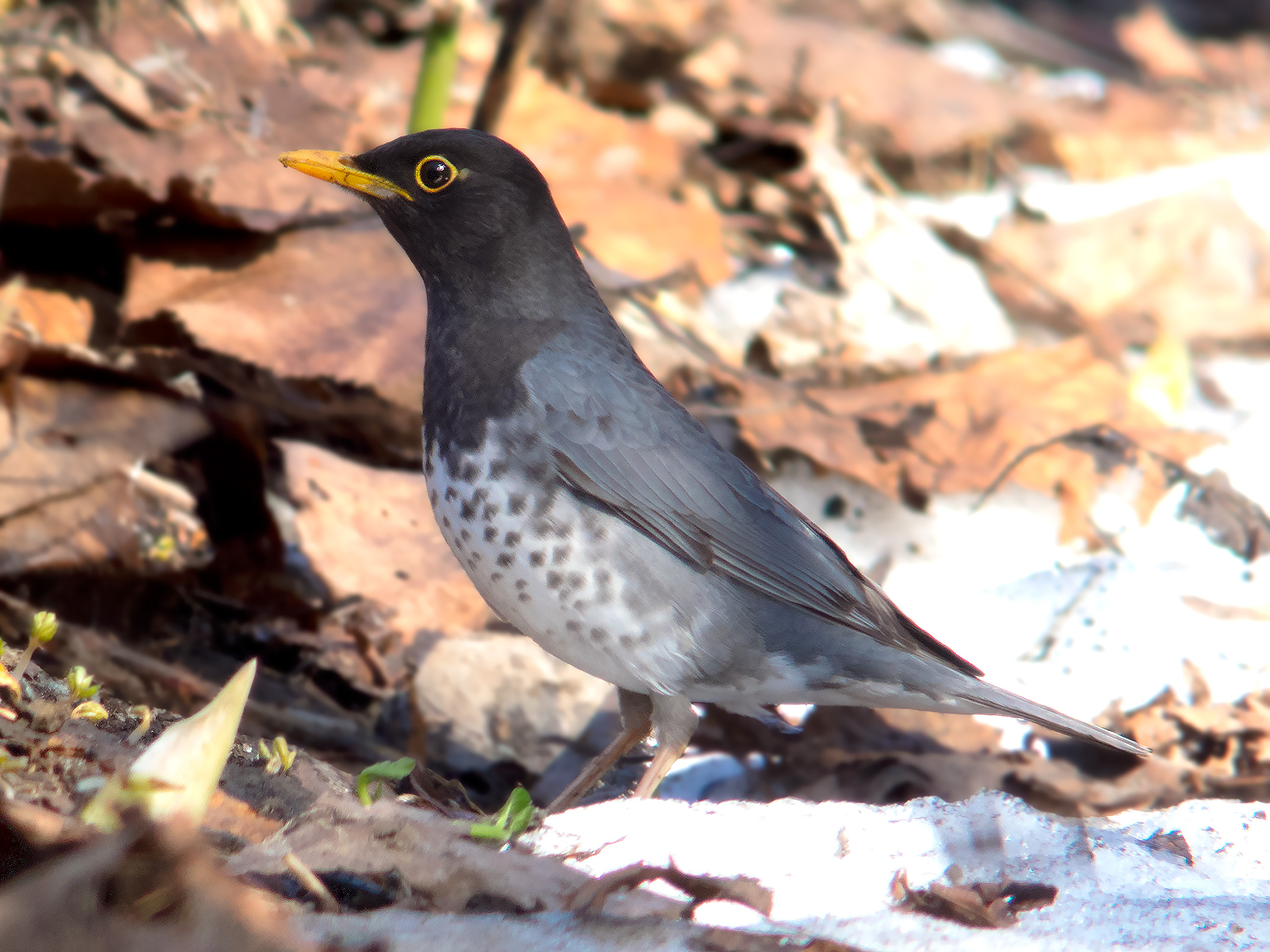
Scheckendrossel (Turdus cardis)

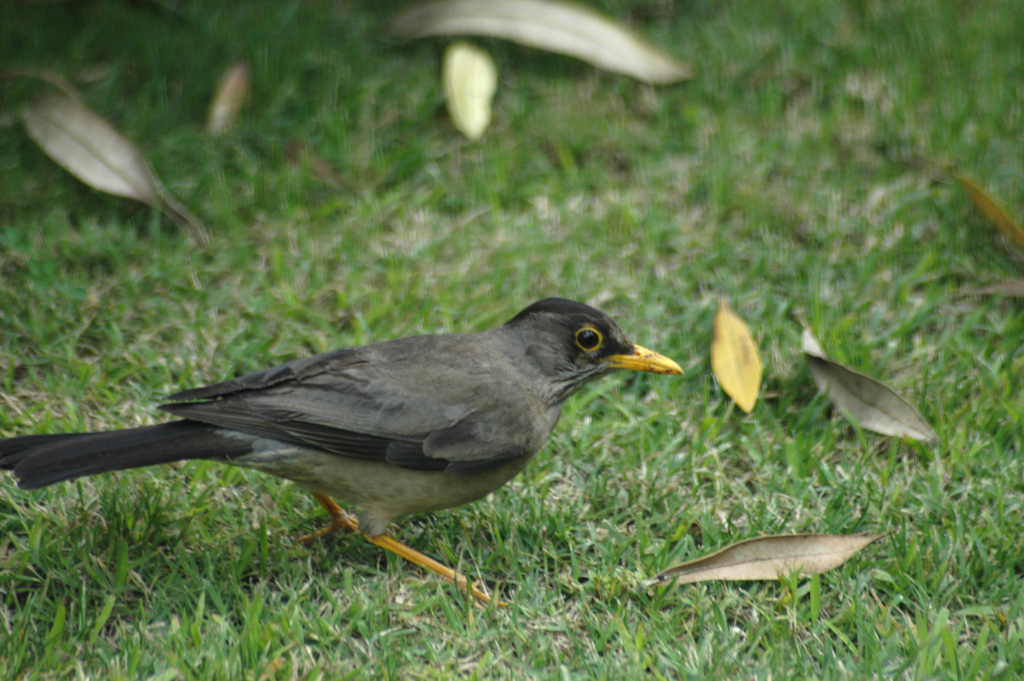
Magellandrossel (Turdus falcklandii)

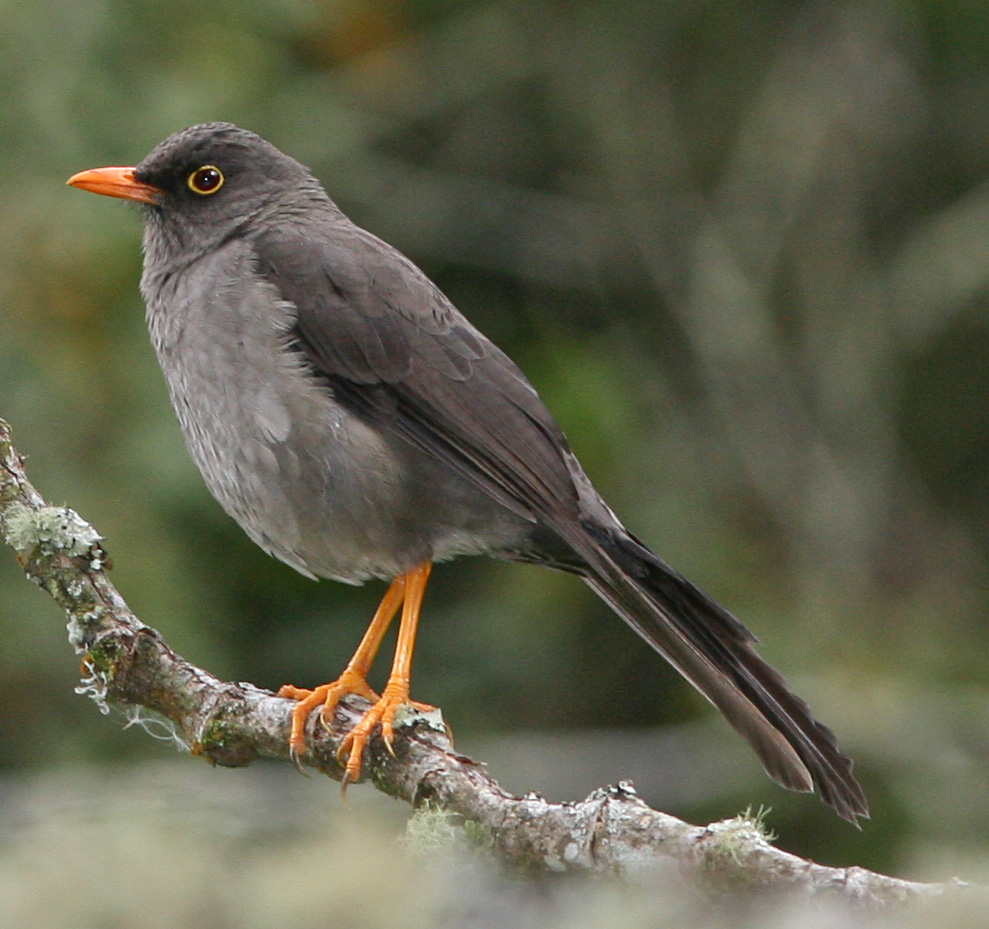
Riesendrossel (Turdus fuscater)

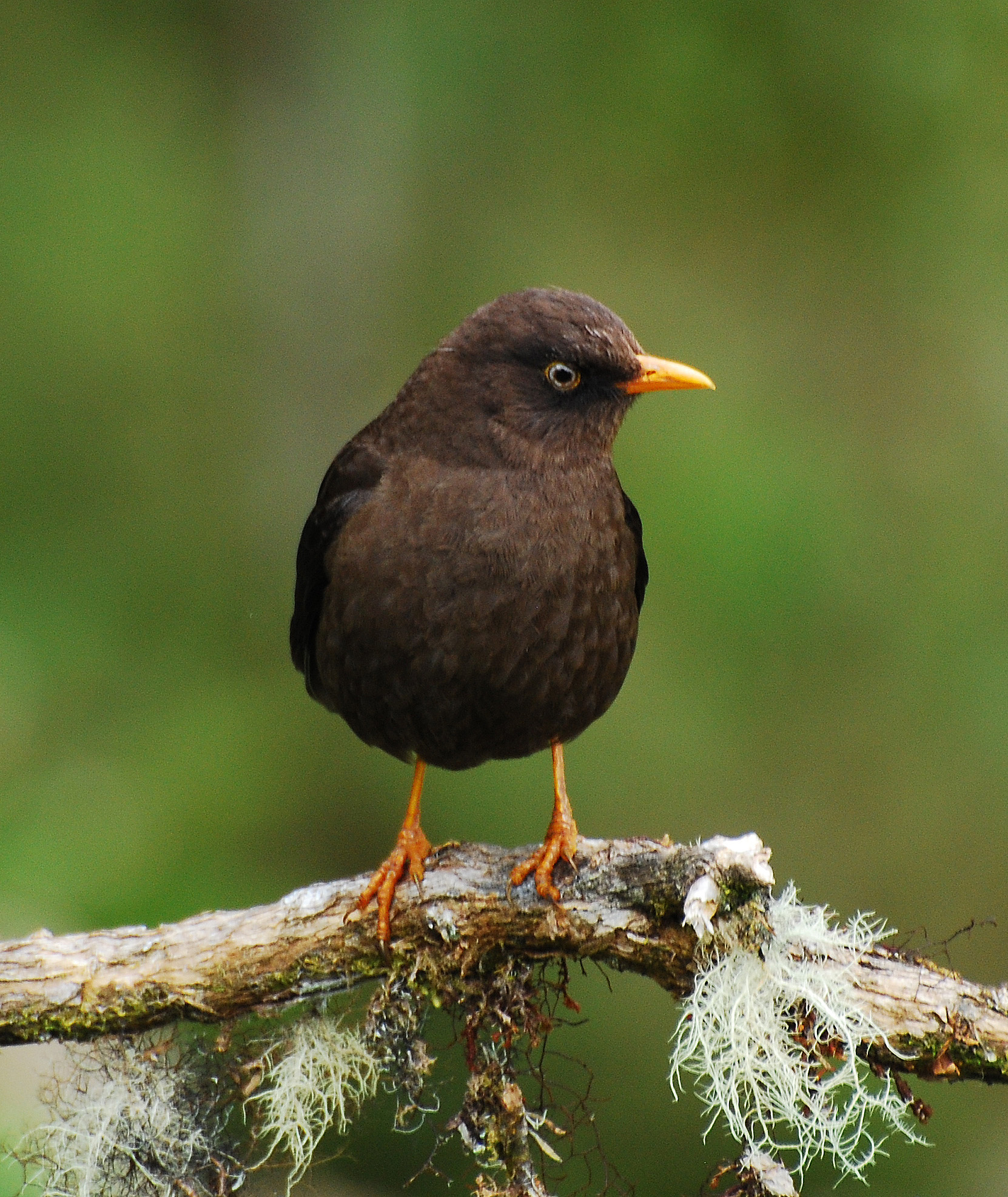
Rußdrossel (Turdus nigrescens)

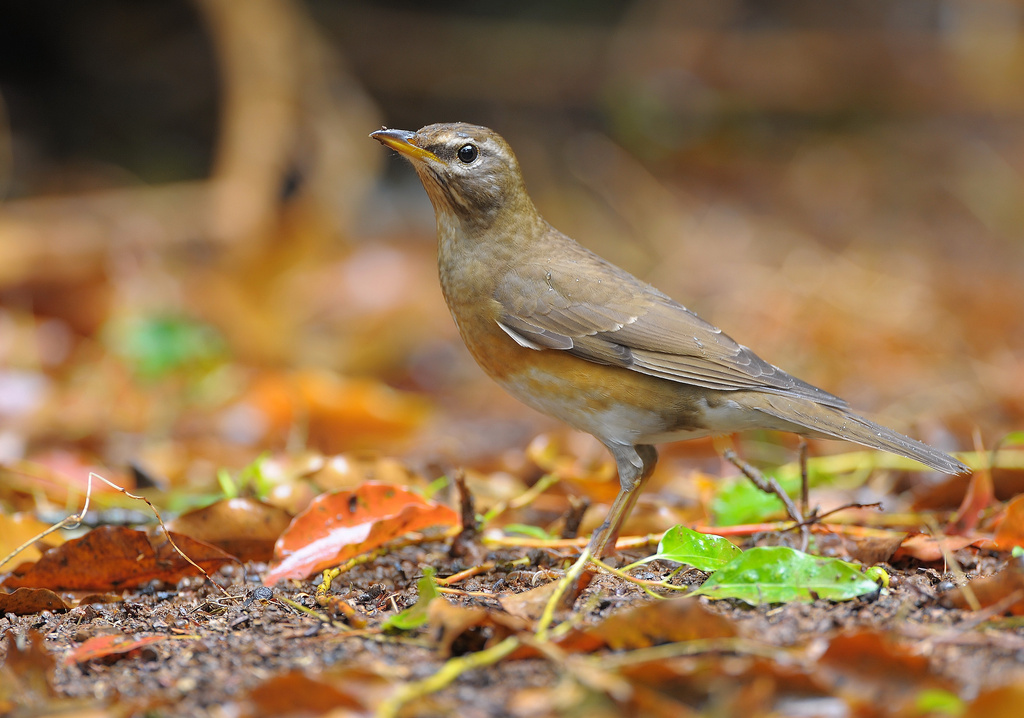
Weißbrauendrossel (Turdus obscurus)

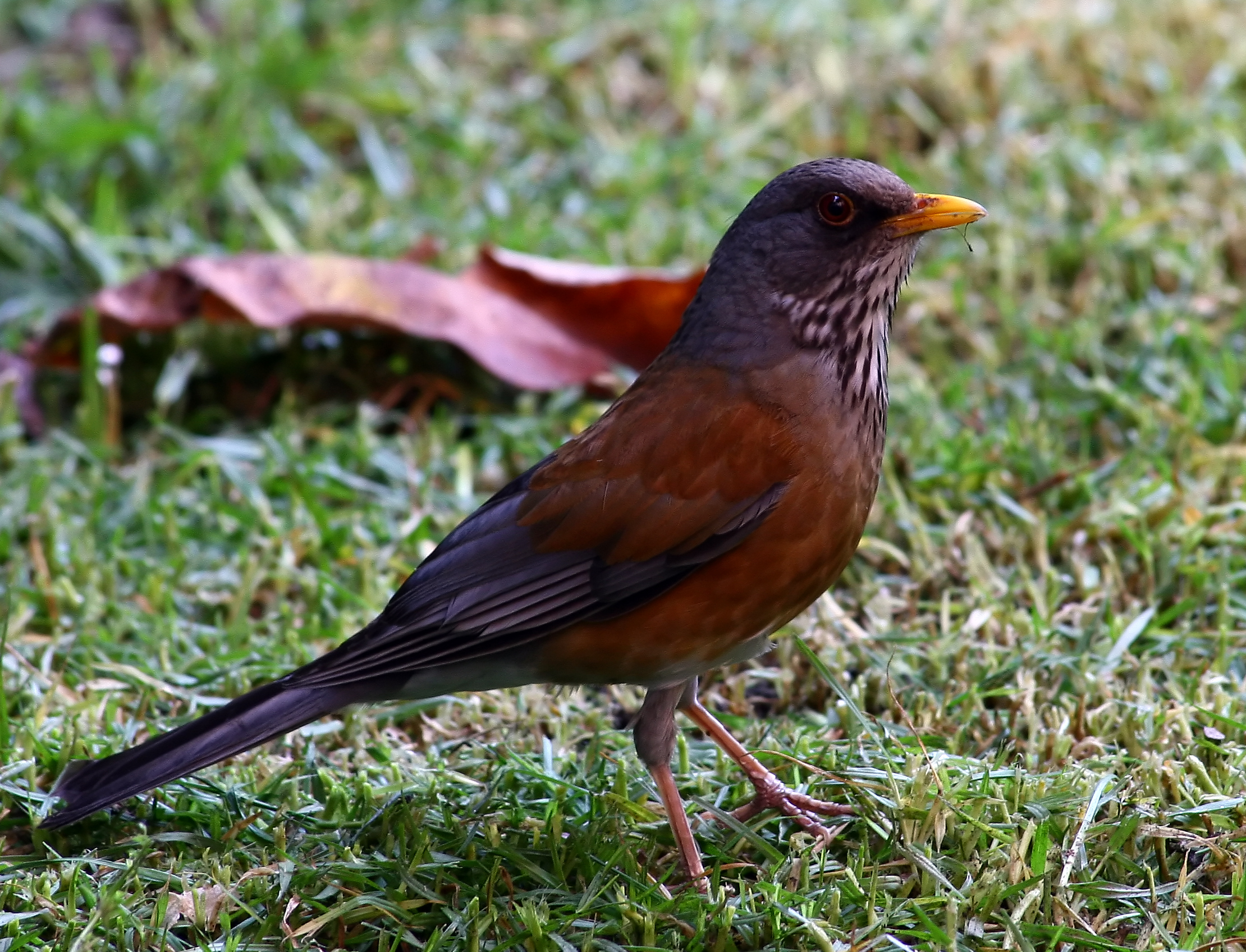
Rotmanteldrossel (Turdus rufopalliatus)

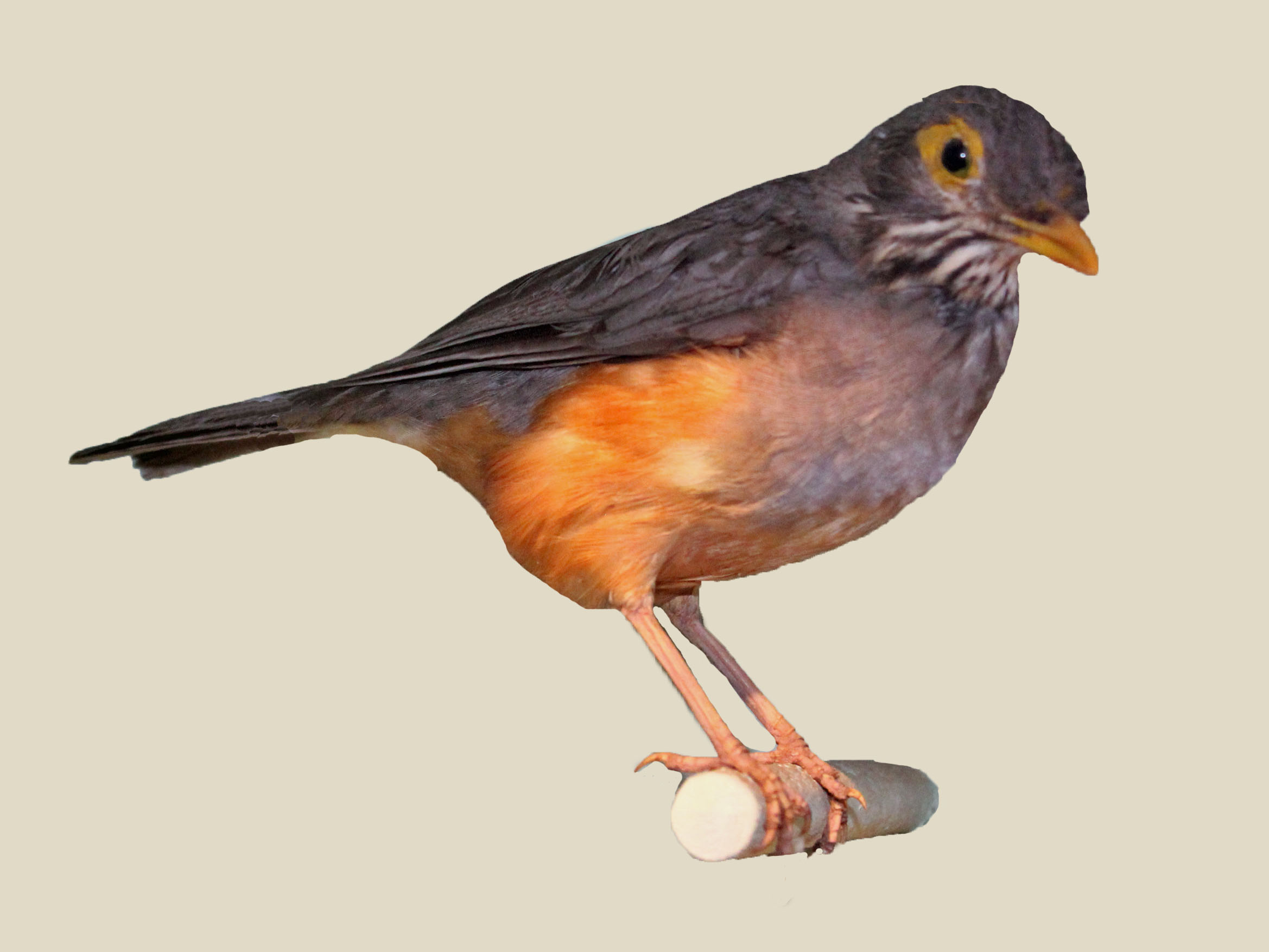
Brillendrossel (Turdus tephronotus)

- Gmelindrossel (Turdus abyssinicus)
- Halbringdrossel (Turdus albicollis)
- Weißhalsdrossel (Turdus albocinctus)
- Rahmbauchdrossel (Turdus amaurochalinus)
- Sepiadrossel (Turdus assimilis)
- Schwarzkehldrossel (Turdus atrogularis)
- Weißkinndrossel (Turdus aurantius)
- Komorendrossel (Turdus bewsheri)
- Bülbülamsel oder Grauflügeldrossel (Turdus boulboul)
- Scheckendrossel (Turdus cardis)
- Izudrossel (Turdus celaenops)
- Chiguancodrossel (Turdus chiguanco)
- Rotkopfdrossel (Turdus chrysolaus)
- Dagua-Drossel (Turdus daguae)
- Schwarzbrustdrossel (Turdus dissimilis)
- Rostflügeldrossel (Turdus eunomus)
- Magellandrossel (Turdus falcklandii)
- Rostdrossel (Turdus feae)
- Köhlerdrossel (Turdus flavipes)
- Ockerbauchdrossel (Turdus fulviventris)
- Kakaodrossel (Turdus fumigatus)
- Riesendrossel (Turdus fuscater)
- Gilbdrossel (Turdus grayi)
- Palmaritodrossel (Turdus haplochrous)
- Blassbauchdrossel (Turdus hauxwelli)
- Taitadrossel (Turdus helleri)
- Gartendrossel (Turdus hortulorum)
- Schwarzschnabeldrossel (Turdus ignobilis)
- Rotdrossel (Turdus iliacus)
- Guatemaladrossel (Turdus infuscatus)
- Weißaugendrossel (Turdus jamaicensis)
- Rhododendrondrossel (Turdus kessleri)
- Lawrence-Drossel (Turdus lawrencii)
- Fahlbrustdrossel (Turdus leucomelas)
- Taczanowski-Drossel (Turdus leucops)
- Antillendrossel (Turdus lherminieri)
- Rotschnabeldrossel (Turdus libonyanus)
- Somalidrossel (Turdus ludoviciae)
- Berlepsch-Drossel (Turdus maculirostris)
- Maranondrossel (Turdus maranonicus)
- Jemendrossel (Turdus menachensis)
- Amsel (Turdus merula)
- Wanderdrossel (Turdus migratorius)
- Chinasingdrossel (Turdus mupinensis)
- Tibetamsel (Turdus maximus)
- Naumanndrossel (Turdus naumanni)
- Rußdrossel (Turdus nigrescens)
- Weißachseldrossel (Turdus nigriceps)
- Nacktaugendrossel (Turdus nudigenis)
- Weißbrauendrossel (Turdus obscurus)
- Blasssteißdrossel (Turdus obsoletus)
- São-Tomé-Drossel (Turdus olivaceofuscus)
- Kapdrossel (Turdus olivaceus)
- Kapuzendrossel (Turdus olivater)
- Fahldrossel (Turdus pallidus)
- Afrikadrossel (Turdus pelios)
- Singdrossel (Turdus philomelos)
- Wacholderdrossel (Turdus pilaris)
- Cabanisdrossel (Turdus plebejus)
- Rotfußdrossel (Turdus plumbeus)
- Südseedrossel (Turdus poliocephalus) – 51 Unterarten
  - Lord-Howe-Inseldrossel (Turdus poliocephalus vinitinctus)
  - Norfolk-Inseldrossel (Turdus poliocephalus poliocephalus)
- Rotaugendrossel (Turdus ravidus)
- Mausdrossel (Turdus reevei)
- Usambaradrossel (Turdus roehli)
- Kastaniendrossel (Turdus rubrocanus)
- Rotkehldrossel oder Bechsteindrossel (Turdus ruficollis)
- Rotnackendrossel (Turdus rufitorques)
- Rotbauchdrossel (Turdus rufiventris)
- Rotmanteldrossel (Turdus rufopalliatus)
- Várzeadrossel (Turdus sanchezorum)
- Samtdrossel (Turdus serranus)
- Indienamsel (Turdus simillimus)
- Karoo-Drossel (Turdus smithi)
- Grauerdrossel (Turdus subalaris)
- Haitidrossel (Turdus swalesi)
- Brillendrossel (Turdus tephronotus)
- Ringdrossel (Turdus torquatus)
- Einfarbdrossel (Turdus unicolor)
- Misteldrossel (Turdus viscivorus)
- Príncipe-Drossel (Turdus xanthorhynchus)